# Sulaymān (calife omeyyade)
Pour les articles homonymes, voir Sulayman.
Sulaymān ou ʾAbū ʾAyyūb Sulaymān ibn ʿAbd Al-Malik (en arabe : أبو أيوب سليمان بن عبد الملك), né vers 674 et mort en 717, est le septième calife omeyyade. Il succède à son frère aîné Al-Walīd Ier en 715, puis est remplacé par son cousin ʿUmar II en 717, après un règne de deux ans et cinq mois.

## Biographie
Sous le règne de son frère Al-Walīd Ier, Sulaymān est gouverneur de Palestine. Yazīd ibn Al-Muhallab, un partisan poursuivi par Al-Ḥaǧǧāǧ ibn Yūsuf Aṯ-Ṯaqafiyy, fuit vers la Palestine et y trouve refuge, protégé par Sulaymān. Al-Ḥaǧǧāǧ en informe Al-Walīd Ier, qui demande à son frère de remettre Yazīd, avant de se rétracter et d'accepter le droit d'asile demandé par Sulaymān.
Peu avant sa mort, Al-Walīd Ier tente de désigner son fils ʿAbd Al-ʿAzīz comme successeur à la place de son frère Sulaymān. Sulaymān refuse de se retirer, alors Al-Walīd Ier demande aux gouverneurs de faire allégeance à son fils. Tous refusent sauf les deux fidèles Al-Ḥaǧǧāǧ et Qutayba ibn Muslim. Al-Ḥaǧǧāǧ meurt peu après. Al-Walīd Ier veut négocier avec Sulaymān, qui se dérobe. Il décide d’aller à sa rencontre, mais en chemin, il tombe malade et meurt. Le 23 février 715, jour même de sa mort, on prête serment à Sulaymān.
Sulaymān, nouveau calife, nomme Yazīd ibn Al-Muhallab gouverneur d'Irak et Ṣāliḥ ibn ʿAbd Ar-Raḥmān administrateur financier du même pays. Ṣāliḥ reçoit également comme consignes l'arrestation et l'exécution de la famille d'Al-Ḥaǧǧāǧ, qui avait refusé que Sulaymān succède à son frère.
Qutayba ibn Muslim, qui était, tout comme Al-Ḥaǧǧāǧ, contre le fait que Sulaymān succède à son frère Al-Walīd Ier, craint surtout de se voir retirer la charge de gouverneur du Khorassan. Il envoie une délégation chez le calife, avec des lettres confirmant sa loyauté, et lui demande de ne pas le remplacer par Yazīd ibn Al-Muhallab. Sulaymān reconduit Qutayba dans son poste de gouverneur du Khorassan, mais Qutayba se prépare déjà à s'opposer au calife. Cependant, ses troupes ne le suivent pas dans sa révolte, le tuent et envoient sa tête à Sulaymān. Ce dernier nomme finalement Yazīd gouverneur du Khorassan, le soulageant de la rigueur financière imposée par Ṣāliḥ ibn ʿAbd Ar-Raḥmān en Irak.
Sulaymān, une fois calife, préfère rester en Palestine, à Ramla, plutôt que de rentrer à Damas. Yazīd, le gouverneur du Khorassan, continue d'étendre les frontières du Califat omeyyade dans les régions montagneuses du plateau iranien, notamment l'Elbourz, avec plus ou moins de succès, mais il se fait des ennemis à cause de ses nombreuses extorsions et ses dépenses jugées excessives. En 717, Sulaymān envoie son frère Maslama ibn ʿAbd Al-Malik assiéger Constantinople. Ce siège sera un échec, la famine rongeant aussi bien les assiégeants que les assiégés.
En 716 (ou 717), Sulaymān désigne son fils ʾAyyūb comme successeur, mais ce dernier meurt la même année. Il envisage alors de nommer un autre fils, parti assiéger Constantinople aux côtés de Maslama, mais ses conseillers lui rappellent qu'il n'est pas certain qu'il soit encore en vie, et que ses autres fils sont trop jeunes pour gouverner. Sulaymān décide alors de désigner à sa succession son cousin ʿUmar ibn ʿAbd Al-ʿAzīz.
Il décide ensuite de partir avec des renforts pour Constantinople, mais meurt en route, à Dābiq, le 22 septembre ou le 1er octobre 717.
Sulaymān a fait construire des puits à La Mecque pour les pèlerins, et a organisé leur pèlerinage. Il était également connu pour être un orateur hors pair.